# ژرژ گه
ژرژ گه (فرانسوی: Georges Gay‎; ۲۱ مارس ۱۹۲۶ – ۸ ژوئیهٔ ۱۹۹۷) دوچرخه‌سوار اهل فرانسه بود.